# Samuel S. Phelps
Samuel Shethar Phelps, född 13 maj 1793 i Litchfield, Connecticut, död 25 mars 1855 i Middlebury, Vermont, var en amerikansk jurist och politiker (whig). Han representerade delstaten Vermont i USA:s senat 1839–1851 och 1853–1854.
Phelps utexaminerades 1811 från Yale College. Han studerade sedan juridik och inledde 1812 sin karriär som advokat i Middlebury. Han deltog i 1812 års krig.
Phelps tjänstgjorde som domare i Vermonts högsta domstol 1832–1838. Han efterträdde 1839 Benjamin Swift i USA:s senat. Han omvaldes 1845 och efterträddes 1851 av Solomon Foot. Senator William Upham avled 1853 i ämbetet och efterträddes av Phelps. Han efterträddes följande år av Lawrence Brainerd.
Phelps avled 1855 och gravsattes på West Cemetery i Middlebury.